# 劉惔
劉惔（？—？），字真長，一作刘恢，小字道生，沛國相縣人，刘耽之子，為東晉有名的清談家。官至丹楊尹，其妹是谢安夫人。

## 生平
劉惔年少時清明遠達，有獨特見解，然而因為家貧，起初未被人重視，唯獨王導十分器重他。後來劉惔日漸知名，更娶了晉明帝女兒廬陵公主司馬南弟。
永和元年（345年），會稽王司馬昱獲授命為撫軍將軍、錄尚書六條事，擔任輔政工作。而司馬昱以劉惔向來擅長言理，於是與王濛同為談客，很受司馬昱倚重，二人並號為入室之賓。歷任司徒左長史、侍中。
同年，征西將軍庾翼去世，由庾翼所任的荊州刺史出缺。庾翼原本將刺史一職交了給兒子庾爰之，並上奏求許；而輔政的何充卻推舉桓溫出任荊州刺史。劉惔十分欣賞桓溫的才幹，但卻知道他有不臣之心，於是向司馬昱進言，稱桓溫不可以居於荊州這個能制勝的位置，而且要常抑其位號。如此劉惔反對讓桓溫出任荊州刺史一職，更勸司馬昱自任荊州刺史，以自己為他的軍司，但司馬昱不聽從；劉惔於是請求自任荊州刺史，但司馬昱又不聽。
劉惔在永和三年（347年）擔任丹楊尹，任內為政清整，門無雜賓。當時百官時有批評官員，於是諸郡往往都會列舉一些官員罪行上奏，然而劉惔不同意這行為，更認為此風不去，百姓將會離心。於是作為首都建康所在的丹楊首長的劉惔，將這些上奏都壓下不作追究。
劉惔後來在丹楊尹任內去世，享年三十六歲。

## 後代
- 曾孫劉弘之，官至給事中
- 玄孫劉惠，官至治書御史
- 六世孫劉瓛，南齊時人[3]
- 七世孫劉瑴，南梁時人[4]

## 性格特徵
- 劉惔喜好《老》《莊》，順應自然。
- 劉惔性格簡傲高貴，如一次好友王羲之十分喜愛郗愔的一個由北方南渡的奴僕，更常向劉惔稱讚他。劉惔問：「那人比起郗愔如何？」王羲之答：「他只是小人物，怎比起上郗愔呀！」劉惔就說：「若果連郗愔也比不上，那不過是平凡的奴僕而已。」又一次桓溫問他：「會稽王（司馬昱）他清談技巧又更進一步嗎？」劉惔答：「大有進步，不過仍是第二流。」桓溫於是問：「第一又是誰？」劉惔就答：「就是我這些人呀。」可見他自視很高。更有一次殷浩到劉惔處與他清談，但殷浩及後稍見辭屈，於是只能繼續說些虛浮不實的言辭。劉惔見此亦不再回答他。殷浩走了後，劉惔就說：「農家子卻硬要學人去清談議論。」[5]
- 《劉惔別傳》載：「劉惔有雋才，其談詠虛勝，理會所歸，與王濛略同，而敍致過之。」可見劉惔擅長敍述事理。

## 延伸阅读
[在维基数据编辑]
 《晉書·卷075》，出自房玄齡《晉書》